# مانويل دي فاريا إي سوزا
مانويل دي فاريا إي سوزا (بالبرتغالية: Manuel de Faria e Sousa‏) هو مؤرخ وكاتب وشاعر برتغالي، ولد في 18 مارس 1590 في Pombeiro de Ribavizela ‏ في البرتغال، وتوفي في 3 يونيو 1649 في مدريد في إسبانيا.